# Excoecaria
Genre
Excoecaria est un genre de plantes à fleurs de la famille des Euphorbiaceae, comprenant une quarantaine d'espèces d'arbres et d'arbustes, réparties sur les régions tropicales d'Afrique, d'Asie et d'Océanie.

## Répartition
L'aire de répartition du genre recouvre les régions tropicales d'Afrique, d'Asie et d'Océanie,.

## Description
Ce sont des arbres ou arbustes, produisant du latex, glabres. Les feuilles sont alternes ou opposées, pétiolées ; les stipules sont petites, caduques ; le limbe foliaire est entier ou serrulé, penninéré.
Les fleurs sont unisexuées (plantes monoïques ou dioïques), sans pétales, sans disque, en thyrses axillaires ou terminales. Les fleurs mâles sont (sub)sessiles ; elles présentent trois sépales, petits, imbriqués, libres, trois étamines, des filaments libres ; les anthères sont déhiscentes longitudinalement, sans pistillode. Les fleurs femelles sont sessiles à pédicellées ; le calice est trilobé ou tripartite ; l'ovaire est tricellulaire, lisse ; il y a un ovule par locule ; les stigmates sont allongés ou recourbés, libres ou légèrement coniques à la base, non divisés, églandulaires.
Les fruits sont des capsules déhiscentes en cocci à deux valves ; la columelle est persistante, ailée. Les graines sont globuleuses, estrophiolées ; l'épisperme est crustacé ; l'endosperme charnu ; le cotylédon est large et aplati.

## Liste des espèces
Selon Plants of the World online (POWO) (4 novembre 2021) :
- Excoecaria acerifolia Didr.
- Excoecaria acuminata Gillespie
- Excoecaria agallocha L.
- Excoecaria antsingyensis Leandri
- Excoecaria aporusifolia P.T.Li
- Excoecaria bantamensis Müll.Arg.
- Excoecaria benthamiana Hemsl.

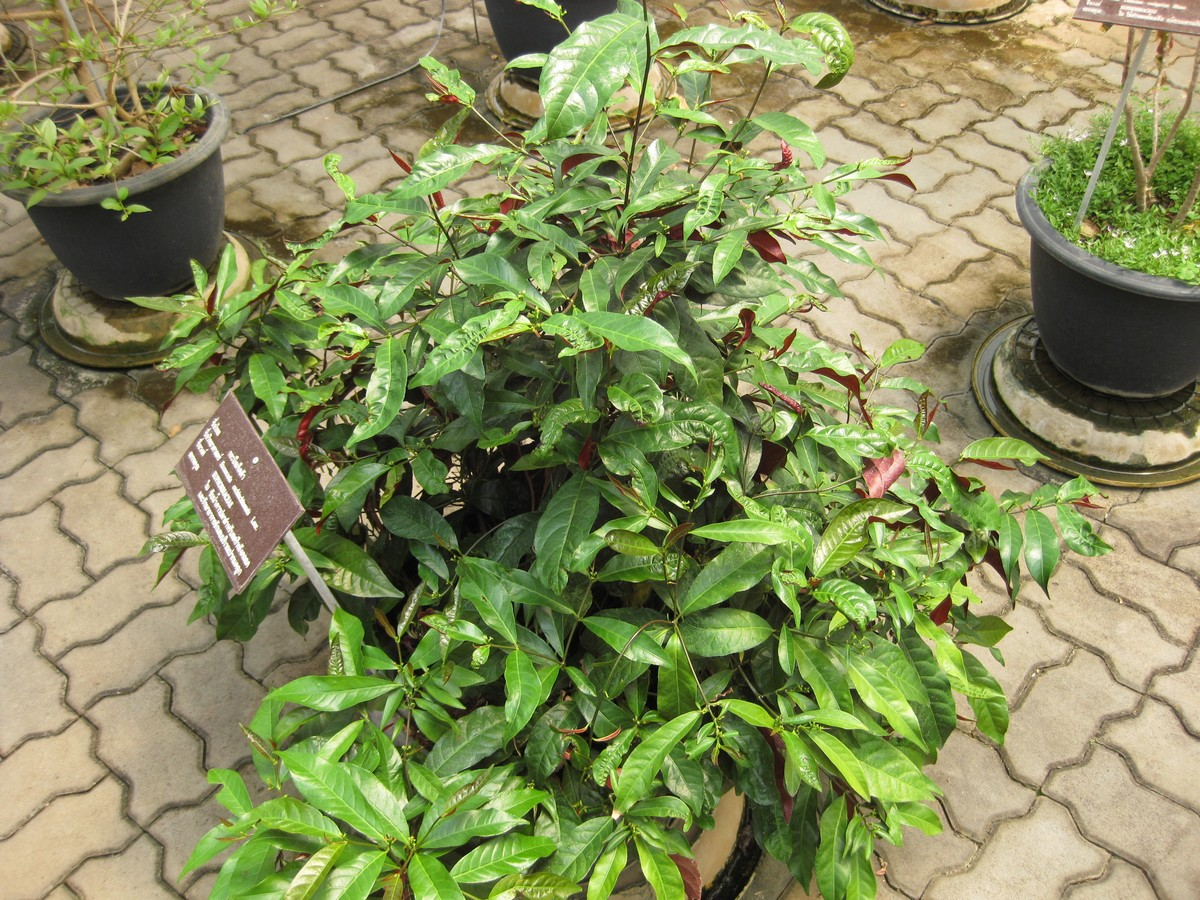
Excoecaria cochinchinensis, au Jardin botanique de la reine Sirikit, en Thaïlande.

- Excoecaria borneensis Pax & K.Hoffm.
- Excoecaria bussei (Pax) Pax
- Excoecaria canjoerensis Dennst.
- Excoecaria cochinchinensis Lour.
- Excoecaria confertiflora A.C.Sm.
- Excoecaria cuspidata (Müll.Arg.) Chakrab. & M.Gangop.
- Excoecaria dallachyana (Baill.) Benth.
- Excoecaria formosana (Hayata) Hayata & Kawak.
- Excoecaria glaucescens Scott Elliot
- Excoecaria goudotiana (Baill.) Müll.Arg.
- Excoecaria grahamii Stapf
- Excoecaria guineensis (Benth.) Müll.Arg.
- Excoecaria holophylla Kurz
- Excoecaria kawakamii Hayata
- Excoecaria laotica (Gagnep.) Esser
- Excoecaria lissophylla Baill.
- Excoecaria madagascariensis (Baill.) Müll.Arg.
- Excoecaria magenjensis Sim
- Excoecaria obtusa Merr.
- Excoecaria oppositifolia Griff.
- Excoecaria pachyphylla Merr.
- Excoecaria parvifolia Müll.Arg.
- Excoecaria perrieri Leandri
- Excoecaria philippinensis Merr.
- Excoecaria poilanei Gagnep.
- Excoecaria rectinervis (Kurz) Kurz
- Excoecaria simii (Kuntze) Pax
- Excoecaria stenophylla Merr.
- Excoecaria thouarsiana (Baill.) Müll.Arg.
- Excoecaria venenata S.K.Lee & F.N.Wei

## Systématique
Ce genre est créé en 1759 pour l'espèce type Excoecaria agallocha, décrite en premier par le naturaliste suédois Carl von Linné, dans son ouvrage Systema Naturae.
Excoecaria a pour synonymes, :
- Commia Lour.
- Glyphostylus Gagnep.
- Taeniosapium Müll.Arg.